# كاثرين بلاك
كاثرين بلاك، (1878-1949)، ممرضة أيرلندية، كانت تعرف بلقب "بلاكي"، خدمت أثناء الحرب العالمية الأولى وكانت الممرضة الخاصة لجورج الخامس ملك المملكة المتحدة.

## عائلتها ونشأتها
ولدت كاثرين بلاك عام 1878 في راميلتون، مقاطعة دونيجال، في منزل آردين على مشارف البلدة. كان والدها تاجر أقمشة كتان، وكان له تجارة مزدهرة في المدينة. التحقت كاثرين بلاك بمستشفى لندن الملكي للتدرّب كممرضة، وهناك أصبحت صديقة إديث كافيل. توفيت في السابع من تشرين الأول (أكتوبر) عام 1949 في لندن.